# Арата Исодзаки
Арата Исодзаки (на японски: 磯崎 新) е японски архитект. Получава престижната архитектурна награда „Прицкер“ (на английски: Pritzker) през 2019 г.

## Биография
Роден е на 23 юли 1931 г. в Оита, Япония. Завършва архитектура в Токийския университет (1954). След дипломирането си девет години работи в бюрото на Кендзо Танге. Основава собствено архитектурно бюро през 1963 г., като първоначално работи в стила метаболизъм, а от 1970-те преминава в постмодернизма. Сред творбите му са стадиони, университетски кампуси, музеи, търговски и културни центрове, офиси на банки. В своите сгради често използва прости, абстрактни форми.
Член е на международни журита и се смята за откривател на таланти като Заха Хадид, Бернар Чуми и Даниел Либескинд.
От 1983 г. е почетен член на Съюза на германските архитекти (BDA). През 1998 г. е избран за почетен член на Американската академия за изкуства и литература. Член-кореспондент е и на Полската академия на знанията (PAU) в Краков.

## Творчество
До средата на 70-те години Исодзаки е обърнат към утопичните проекти на метаболистите. Ярък пример за това е проектът му „Гроздове във въздуха“ (1962), в който жилищните сгради се състоят от цилиндрични стълбове, върху които са „закачени“ съседни струпвания като пчелни пити.
Още през 60-те години обаче Исодзаки създава и проекти, които не са характерни за метаболистите. Такъв е проектът му „Град на бъдещето“ (1962). В него той развива темата за класическите руини. Тази линия идва от европейския романтизъм (по-специално гравюрите на Пиранези). По това време тя вече е популярна в Япония. Пример за това е Центърът на мира в Хирошима на Кендзо Танге. Като млад Исодзаки е повлиян от т.нар Японската романтична школа, синтез на немския романтичен дух и почитане на японското традиционно изкуство. Това оправдава комбинацията от шинто, древногръцка типология (Акропол за Хирошима) и композициите на Льо Корбюзие.
След 1968 г. Исодзаки показва в различни страни изложбата „Разрушената отново Хирошима“, демонстрираща отношението му към процесите на съзидание и разрушение, към мистиката и реалността.
В края на 1960-те и през 1970-те години Исодзаки използва преднамерено гротескни форми, с което се приближава до архитектурата на постмодернизма, която използва исторически стилове, най-често на базата на монтаж и е иронична (Централната библиотека на Китакюшу, Фукуока, 1973 – 1975).
В статията от 1985 г. „Архитектура със или без ирония“ той пише:
| „ | „През първите 20 години от моята професионална кариера вярвах, че архитектурата не може да съществува без ирония... Това ме настрои да създавам архитектура като форма на критика. Това ни позволи да приемем вулгарността вместо снобизма, светското вместо свещеното без срам... Беше неизпълнимо желание, траур по изгубеното – Хирошима, геноцида, а за преодоляване на тази бездна бяха избрани стилът на разума, чувството за хумор и парадоксът. След 20 години практика ще намеря начин да създавам архитектура без ирония.“ | “ |

В Италия той проектира гробницата на композитора Луиджи Ноно на гробището на остров Сан Микеле във Венеция (1994). В Германия по негов проект е построена сградата на Berliner Volksbank на Potsdamer Platz в Берлин (1998). В Русия участва в конкурса за реконструкция на Мариинския театър в Санкт Петербург (2003).
В Полша дарява на фондация „Киото-Краков“ проекта за Центъра за японско изкуство и технологии „Манга“ в Краков, за което е отличен с командорския кръст на Ордена за заслуги пред Република Полша (1994).
Архитектурните журналисти отбелязват влиянието на Казимир Малевич върху творчеството на Исодзаки. Проектът за Национална библиотека в Катар отпраща към архитектоните на Малевич, а проектът за нова сцена на Мариинския театър е фантазия на тема супрематизъм.

## Личен живот
Женил се е три пъти и има 2 сина от втората си съпруга.

## Значими проекти
- 1959 – 1960: Медицински център „Оита“, Япония.
- 1962 – 1966: Префектурна библиотека Preita в Чита, Япония.
- 1966 – 1970: Фестивал плаза Expo ’70, Осака, Япония.
- 1971 – 1974: Музеят на модерното изкуство, Гунма, Таказаки, Япония.
- 1972 – 1974: Общинския музей на изкуствата Китакюшу, Фукуока, Япония.
- 1973 – 1974: Централна библиотека на Китакюшу, Фукуока, Япония.
- 1979 – 1983: Сградата на Център „Цукуба“, Ибараки, Япония.
- 1981 – 1986: Музей за съвременно изкуство (MOCA), Лос Анджелис, САЩ.
- 1986 – 1990: Арт кула в Мито, Ибараки, Япония.
- 1983 – 1990: Спортна зала за Летните олимпийски игри през 1992 г., Палау Сан Жорди, Барселона, Испания.
- 1984 – 1987: Сграда на площад Ochanomizu – зала Casals, Токио, Япония.
- 1986 – 1990: Арт кула Мито, Ибараки, Япония.
- 1987 – 1989: Университет „Бонд“ – Библиотека, административна сграда, сграда на Факултета по хуманитарни науки Голд Коуст, Австралия.
- 1987 – 1990: Сграда на Дисни в Орландо (Team Disney Building), Флорида, САЩ.
- 1987 – 1990: Международен конферентен център Китакюшу, Фукуока, Япония.
- 1987 – 1996: Палата на спортния комплекс „Палафолс“, Барселона, Испания.
- 1990 – 1994: Център за японско изкуство и технологии „Манга“, Краков, Полша.
- 1991: Колизеум да Коруня, Ла Коруня, Галисия, Испания.
- 1991 – 1994: Музей за съвременно изкуство Наги, Окаяма, Япония.
- 1991 – 1995: Концертна зала в Киото, Япония.
- 1992 – 1998: „Зала на столетието“, Нара, Япония.
- 1993 – 1995: „Домус“, научен музей в Ла Коруня, Испания.
- 1993 – 1998: Център за конвенции и изкуства Граншип-Шизуока, Шизуока, Япония.
- 1994 – 1999: COSI Колумб, Охайо, САЩ.
- 1996 – 2002: Керамичен парк „Мино“, Гифу, Япония.
- 1998 – 2007: Шенженски културен център, Шенжен, Китай.
- 1999 – 2002: Нов вход на сградата на „CaixaForum“, Барселона, Испания.
- 1999 – 2009: Исодзаки Атеа, Билбао, Испания.
- 1998: Сграда на Berliner Volksbank на Potsdamer Platz, Берлин, Германия
- 2000: Солунска филхармония, Гърция
- 2005: Олимпийски стадион, Торино, Италия
- 2014: Кула „Allianz“, Милано, Италия

## Галерия
- Медицински център „Оита“, Япония (1959 – 1960)
- Музей за съвременно изкуство на Лос Анджелис, САЩ (1986)
- Градска библиотека на Китакюшу, Япония (1990)
- Арт кула в Мито, Япония (1990)
- Център за японско изкуство и технологии „Манга“, Краков, Полша (1994)
- „Домус“, научен музей в Ла Коруня, Испания (1995)
- Концертна зала в Киото, Япония (1995)
- Концертна зала в Киото, Япония (интериор)
- Международно арт селище „Акийошидай“, Япония (1998)
- Керамичен парк „Мино“, Гифу, Япония (2002)
- Централен офис на банка „Нишинихон“, Фукуока, Япония (2004)
- Библиотека към Шенженския културен център, Шенжен, Китай (2007)
- Мост „Зубизури“, Билбао, Испания (съвместно със Сантяго Калатрава) (2009)
- Исодзаки Атеа, Билбао, Испания (2009)
- Гериатричен медицински център „Юнтендо“ в Токио, Япония (2018)

## Отличия и награди
- Годишна награда на Архитектурния институт на Япония за 1967 и 1975[8]
- Награда за изкуство „Майничи“ (1983)
- Златен медал на Кралския институт на британските архитекти (RIBA Gold Medal) (1986)[8]
- Международна награда „Архитектура в камък“ (1987)
- Мемориална награда „Арнолд Брунър“ на Американската академия и институт за изкуства и литература (1988)
- Награда на Чикаго за архитектура (1990)
- Почетно отличие на Американския архитектурен институт (1992)
- Почетен член на RIBA (1994)
- „Златен лъв“ на Венецианското биенале за архитектура (1996)
- Награда на Европейския културен център за 2012 г. за неговата венецианска инсталация Zhongyuan.[9][10]
- Награда „Прицкер“ (2019)[8]

## Полемики
През ноември 2014 г. Исодзаки атакува проекта на студиото на Заха Хадид, спечелил конкурса за нов национален стадион в Токио за Олимпийските игри през 2020 г. В пространно прессъобщение той остро осъжда проекта, заявявайки, че ще бъде „срам за бъдещите поколения“. Исодзаки е само един от цяла редица прочути японски архитекти, които се противопоставят на проекта на Хадид.
Коментарът на Хадид за тази обединена атака се свежда до коментара, че макар всички подписали да са архитекти успели в международен план, все пак се оказало, че не търпят международни архитекти в своята страна.